# Asilo Hospital de San Juan de Dios (Valencia)
El asilo hospital de San Juan de Dios situado en la calle del río Tajo número 1 de la Malvarrosa, Valencia, (España), es un antiguo asilo-hospital catalogado como bien de relevancia local por la Generalidad Valenciana desde febrero de 2015, siendo publicado en el DOP en junio del mismo año.
El edificio fue utilizado como sanatorio de niños escrufulosos durante la primera mitad del siglo XX, con un proyecto del arquitecto Francisco Mora Berenguer. Su estilo arquitectónico es el modernismo valenciano.

## Historia
En 1907 Francisco Mora Berenguer realiza el proyecto de construcción del asilo hospital de San Juan de Dios en un edificio, propiedad de don León Galopín, que había sido erigido en 1898 para su uso como destilería de vinos.
La Orden Hospitalaria de San Juan de Dios de Valencia, con el prior Manuel Cusí a la cabeza, encarga el centro para el cuidado de niños raquíticos y escrofulosos. La nueva disposición del edificio respondía a las necesidades de los niños enfermos, ya que otorgaba el acceso directo a las terrazas desde las habitaciones, para que éstos pudieran beneficiarse del sol y la brisa marina.
La obra de estos religiosos fue plasmada en una pintura social de Joaquín Sorolla, realizada en 1899, Triste herencia con la que ganó el Grand Prix en la Exposición Universal de París en 1900. Según palabras del autor:

Un día, estaba yo trabajando de lleno en uno de mis estudios de la pesca valenciana, cuando descubrí lejos unos cuantos muchachos desnudos dentro, y a la orilla del mar y vigilándolos la vigorosa figura de un fraile. Parece ser que eran los acogidos del hospital San Juan de Dios, el más triste desecho de la sociedad, ciegos, locos, tullidos y leprosos. No puedo explicarle a usted cuánto me impresionaron, tanto que no perdí tiempo para obtener un permiso para trabajar sobre el terreno, y allí mismo, al lado de la orilla del agua, hice mi pintura.

Las propiedades de la orden lindaban en el norte con el Camino de Vera, en el sur, la Quinta de San Juan, por el este, la playa y en el oeste, la Vía del Puig, a 70 metros de la vía férrea. El asilo hospital se sostiene con donativos y limosnas y estaba exenta de pago de contribución alguna al Estado.
Durante la Guerra Civil española (1936-1939) el hospital fue incautado por el Partido Comunista. Al principio, la arden se hizo cargo de los enfermos, pero en el verano de 1936 los milicianos asesinaron a once religiosos y acabaron abandonando el hospital. En 1937 el Socorro Rojo Internacional se hizo cargo del Sanatorio Hospital Popular y siguió atendiendo a niños durante la guerra. Tras el conflicto bélico pasó de nuevo a la orden religiosa.
En 2015 el edificio del asilo hospital San Juan de Dios fue declarado Bien de Relevancia Local (BRL), con la categoría de monumento de interés local. Constituyen el elemento protegido los edificios del antiguo Hospital de la Malvarrosa y los espacios vinculados al mismo; la manzana configurada por las calles de San Juan de Dios, río Tajo, Beato Juan Grande y senda la Capelleta.
La orden de San Juan de Dios continuó en el hospital de la Malvarrosa hasta 1991, y desde 1992 forman parte de los servicios sociales en el albergue de la calle de Luz Casanova, n.º 8.

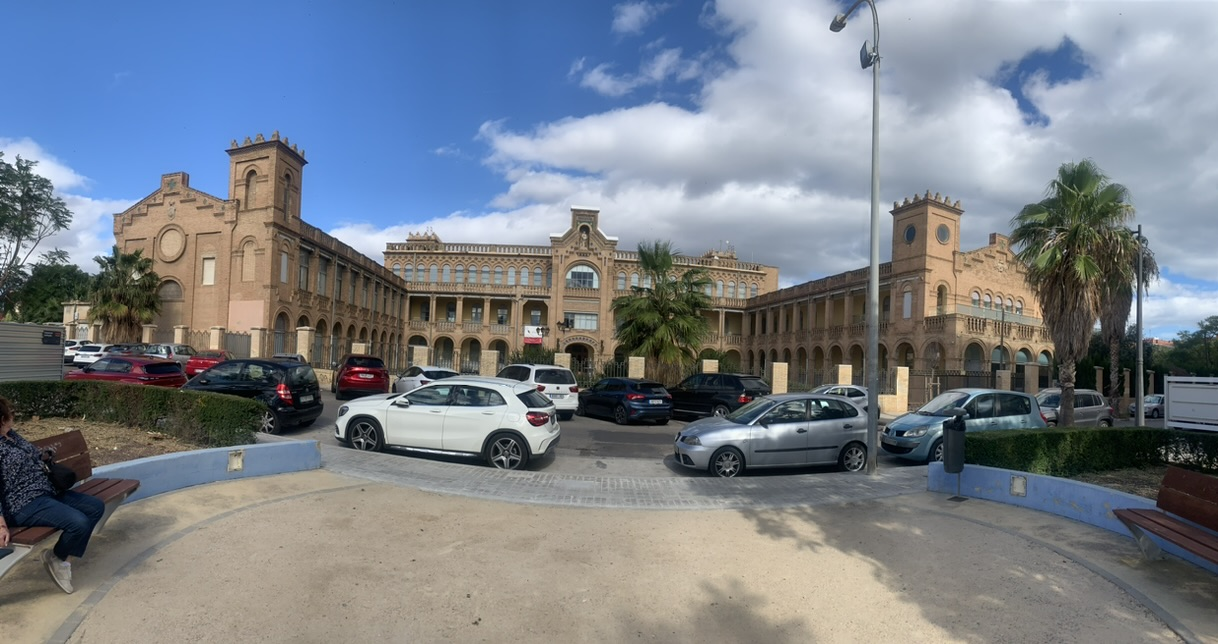
Vista del edificio
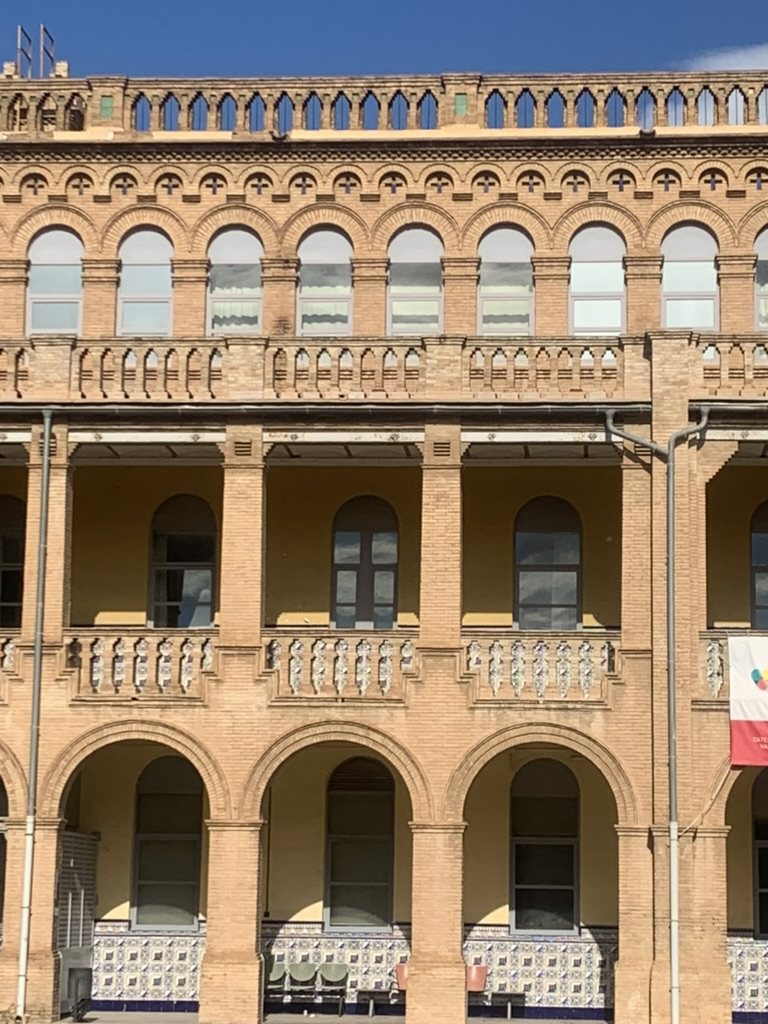
Detalle de la fachada
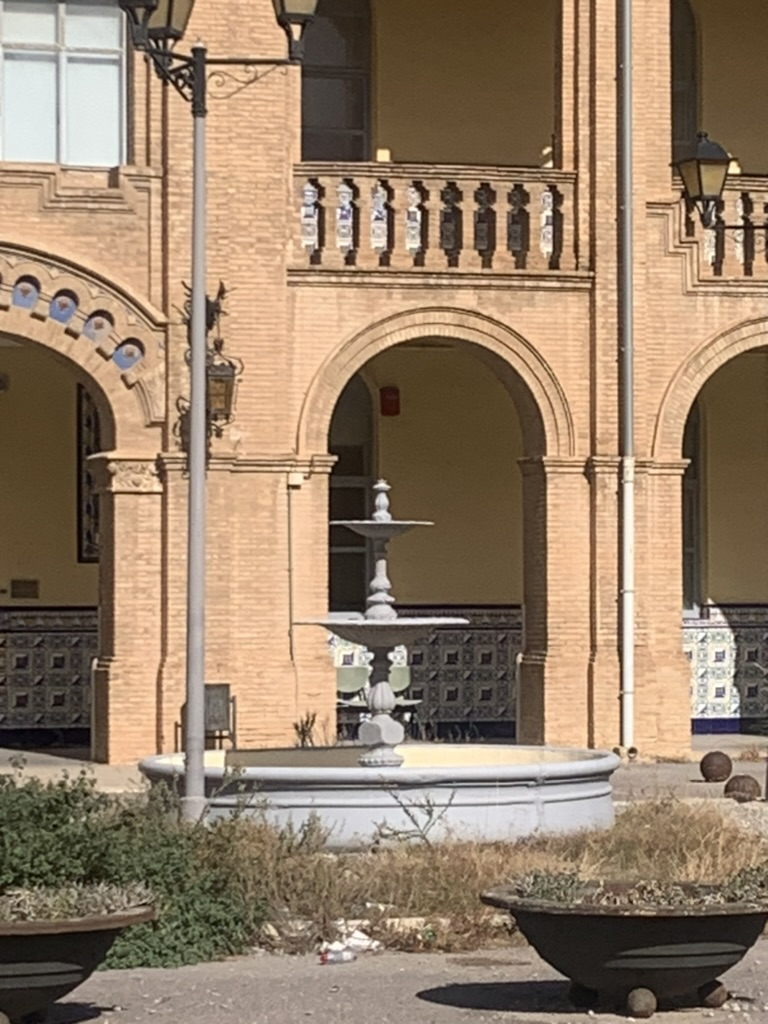
Detalle de la fachada
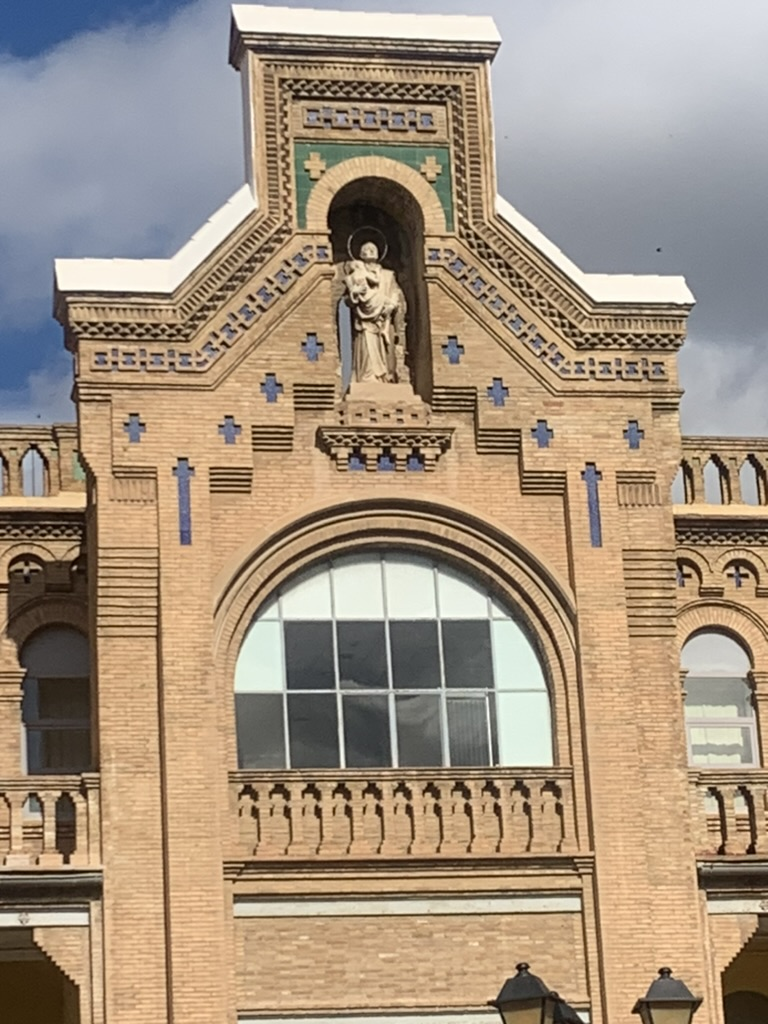
Detalle de hornacina
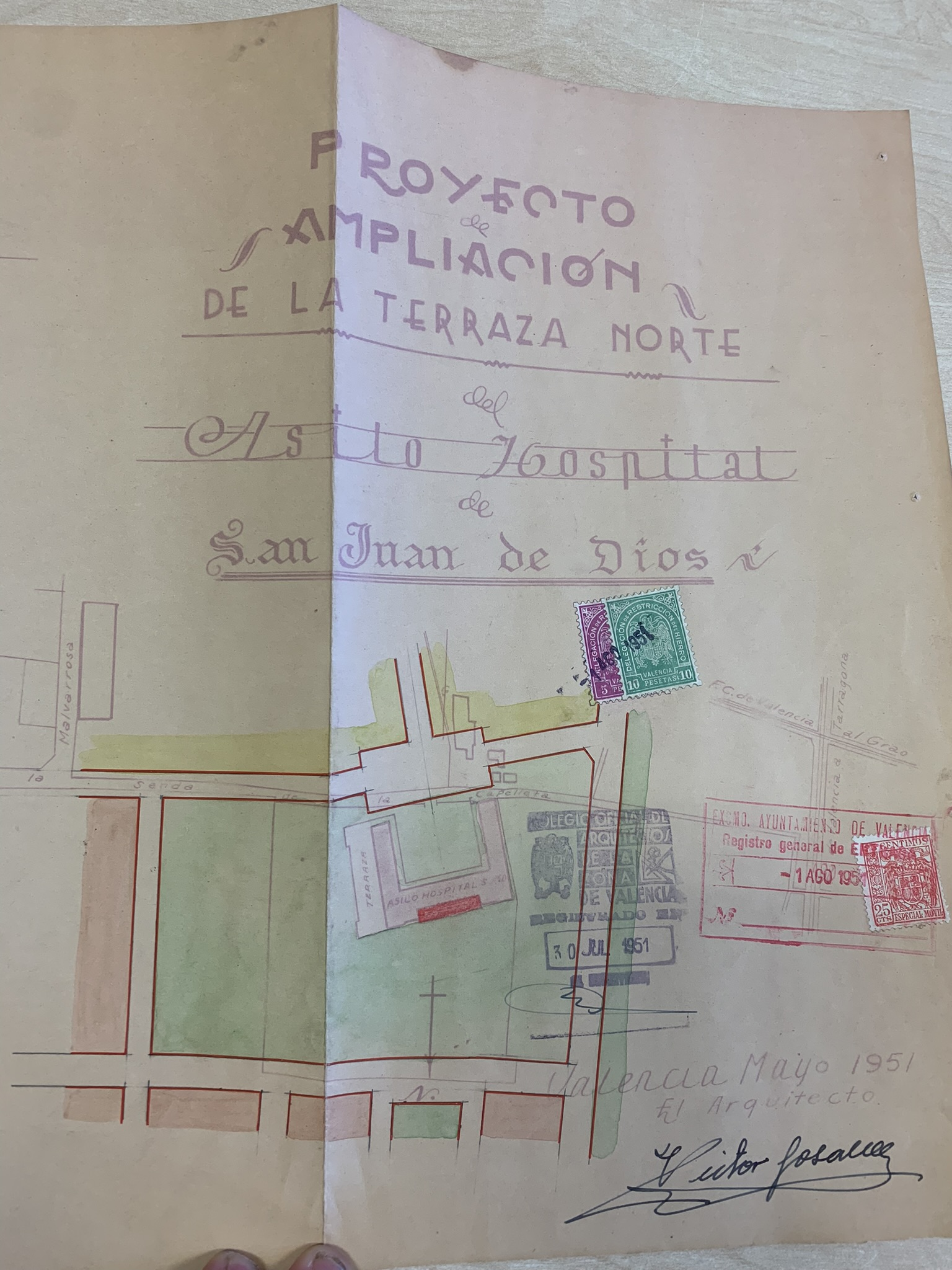
Plano situación
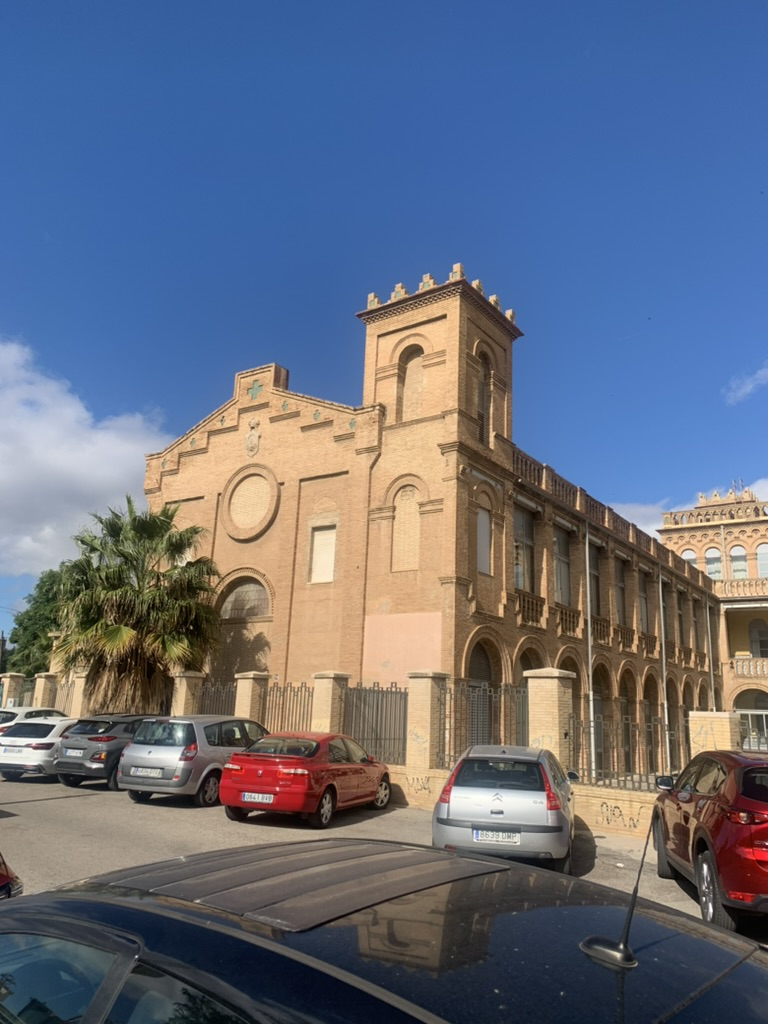
Detalle lateral

El edificio fue adquirido por el grupo Nisa en el año 1991, que más tarde pasó a ser del grupo Vithas (2017). Pasó a llamarse en este momento hospital Valencia al Mar. Este grupo gestionó el hospital hasta su cierre por pérdidas económicas en el año 2020.
A finales del año 2021 pasa de nuevo a titularidad pública al realizar la compra del edificio la Generalidad Valenciana, quedando adscrito a la Consejería de Igualdad y Políticas Inclusivas, encargada de gestionarlo desde ese momento.
En 2022 la Generalidad habilitó el antiguo asilo hospital, que en también se llamó durante una época de su historia hospital de la Malvarrosa u hospital de Valencia al Mar, para acoger refugiados ucranianos.

## Edificio
El material utilizado para la construcción de este edificio fue de simple fábrica de ladrillo visto respondiendo de esta manera a la economía y funcionalidad requerida en este tipo de edificios destinados a usos benéficos. Se construyó en estilo modernista con influencia mudéjar, al utilizar ladrillo sin aplantillar.
El proyecto presenta un vasto edificio con planta en forma de C, resultante de la prolongación de los extremos del cuerpo principal por sendas crujías perpendiculares, una de las cuales está formada por el primitivo núcleo del asilo. Se incluyen además amplias terrazas abiertas al mar en la parte trasera del cuerpo central.
El cuerpo principal está situado al fondo del patio de acceso, en cuyo eje de simetría se ubican la puerta principal y la escalera.
A los extremos se extienden dos alas laterales, una de ellas lleva al actual acceso principal sito en la calle del río Tajo; mientras que el ala que se extendían hacia la izquierda ubicaba antaño la antigua iglesia del asilo de 1891, actualmente derribada y sustituida por una funcional capilla que se inauguró en 1913.
Coronan el edificio cuatro torreones, dos sobre las alas laterales y las otras dos a ambos lados del porche trasero. Las arquerías de la planta baja se convierten en galerías adinteladas en la primera, donde quedan vistos los perfiles metálicos utilizados en la construcción.
Durante la realización de las obras, el proyecto sufrió diversas modificaciones, que afectaron, sobre todo, a la disposición de la fachada principal, en cuyo centro se levantó, además, una gran portada, coronada por una hornacina con la estatua del titular con un niño en brazos, en cemento armado, obra del escultor José María de Ponsoda, decorada de azulejos con imágenes del santo titular y de San Rafael arcángel; y un gran hastial con decoraciones de ladrillo.
Entre 1920 y 1935 se realizaron diversas reformas para la ampliación de las terrazas y galerías del edificio según las necesidades de los niños enfermos.
Este edificio inicia una tendencia que se repetirá a lo largo de la dilatada trayectoria profesional de Mora, y pone de manifiesto las influencias ejercidas por el maestro catalán Lluís Domènech i Montaner, con la arquitectura neomudéjar, recuperando el ladrillo como vehículo de expresión.